# 巴雷阿
巴雷阿（義大利語：Barrea），是意大利阿布鲁佐大区拉奎拉省的一个市镇。总面积87.05平方公里，人口760人，人口密度8.7人/平方公里（2009年）。ISTAT代码为066010。